# Wymyk szarawy
Wymyk szarawy (Arctosa cinerea) – gatunek pająka z rodziny pogońcowatych (Lycosidae).

## Budowa
Wymyki szarawe są jednymi z największych europejskich przedstawicieli swojej rodziny. Samce osiągają długość 12–14 mm, a samice 14–17 mm. Ubarwione są niepozornie, w biało-szare cętki i prążki – ubarwienie samców jest bardziej kontrastowe.

## Biologia
Wymyk szarawy poluje przeważnie na nadwodne owady i inne bezkręgowce; analizy izotopowe wskazują, że wodne owady stanowią około 56% jego diety. Dzięki dużym rozmiarom i waleczności jest w stanie pokonać nawet duże drapieżne chrząszcze z rodziny biegaczowatych – trzyszcze, zamieszkujące podobne biotopy. Dzięki maskującemu ubarwieniu wymyki szarawe są bardzo trudne do zauważenia w naturalnym środowisku – nadwodnych żwirowiskach i na plażach. Zwykle posiadają wiele kryjówek, co dodatkowo utrudnia wykrycie ich obecności. W lecie zwykle przesiadują w wyłożonych oprzędem norkach na brzegach wód.
Wymyki szarawe są aktywne od marca do listopada. Młode wykluwają się od sierpnia do października i przez pierwsze kilka tygodni pozostają pod opieką matki. Przed zimą rozchodzą się. Wymyki zimują w odległości kilkunastu metrów od brzegów zbiorników wodnych.

## Występowanie
Zasięg występowania wymyka szarawego obejmuje tereny od strefy śródziemnomorskiej na południu do Skandynawii na północ i na wschód do Syberii. W związku z postępującą degradacją środowiska naturalnego i regulacjami rzek zmniejsza się powierzchnia siedlisk dla tego pająka, dlatego też w wielu rejonach Europy (zwłaszcza na zachodzie) stał się on gatunkiem rzadkim. W Polsce wciąż występuje na terenie całego kraju.